# Marco (El Marco)
Marco / El Marco é uma pequena aldeia raiana nas margens portuguesa e espanhola da ribeira de Abrilongo. O lado português pertence ao concelho de Arronches (freguesia de Esperança) e o lado espanhol pertence ao município de La Codosera (chamada de A Codesseira pelos portugueses).

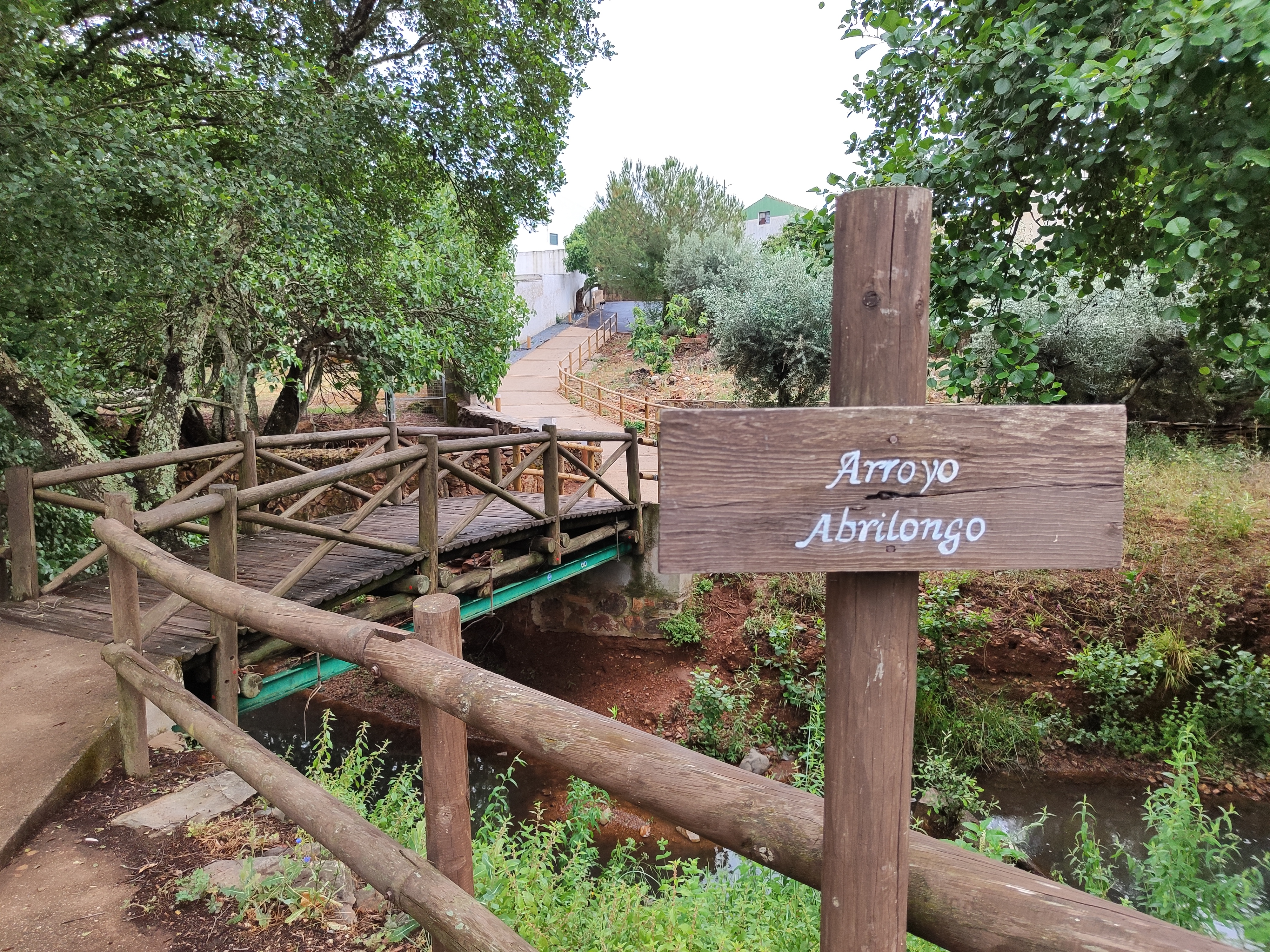
Ponte Internacional de Marco sobre a ribeira de Abrilongo

No centro da povoação situa-se o marco fronteiriço 713B e uma pequena ponte internacional pedonal.
Situa-se nas proximidades do Santuário de Nossa Senhora das Dores de Chandavila, um importante local de peregrinação católica – relacionado com o fenómeno das aparições marianas – cujo culto foi aprovado pela Santa Sé.